# Manuel III. (Trapezunt)

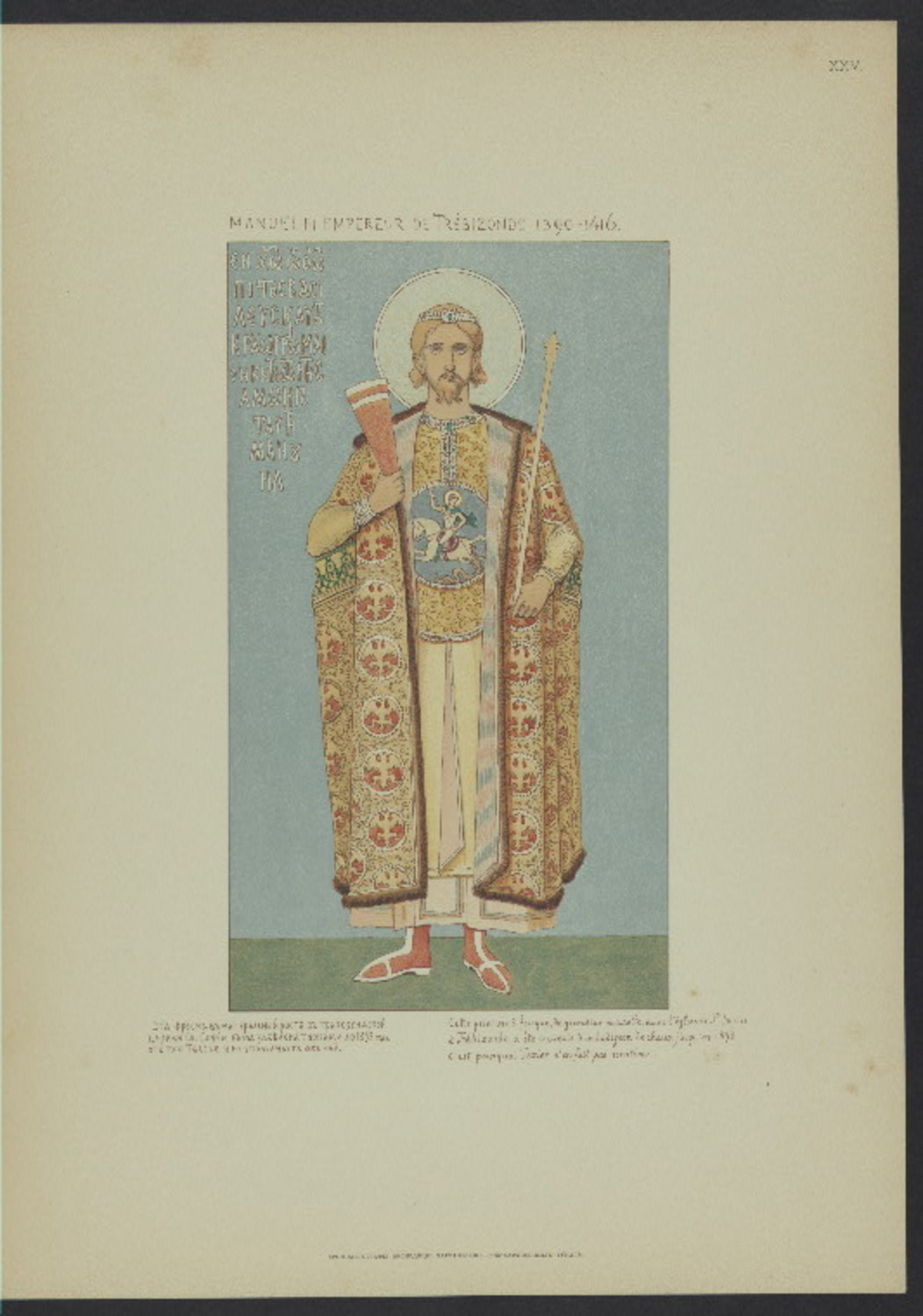
Darstellung von Manuel III. im Jahre 1903

Manuel III. Komnenos (* 1364; † 5. März 1417) war von 1390 bis 1417 Kaiser und Großkomnene von Trapezunt.

## Leben
Manuel wurde als jüngerer von zwei Söhnen des trapezuntischen Kaisers Alexios III. und seiner Ehefrau Theodora Kantakuzena geboren.
Nach dem Tode seines älteren Bruders Basileios im Jahre 1377 wurde Alexios Thronfolger. Im selben Jahr heiratete er Gulkhan-Eudokia, eine Tochter des georgischen Königs David IX., die zuvor mit seinem gleichfalls bereits früh verstorbenen Halbbruder Andronikos vermählt gewesen war.
Als sein Vater 1390 starb, bestieg er den Thron von Trapezunt. 1395 heiratete er in zweiter Ehe Anna Philanthropene, eine Edelfrau aus der angesehenen oströmischen Dukas-Familie.
Seine Regierungszeit wurde nachhaltig von dem zur Jahrhundertwende erfolgten Einfall der Mongolen unter Timur Lenk geprägt, die sich nach der Eroberung Zentralasiens gegen Westen wandten. Manuel ging ein Bündnis mit ihnen ein und wurde ein Vasall Timur Lenks. Allerdings gelang es ihm, sich einer Aufforderung zur Beteiligung trapezuntischer Truppen an dessen Feldzug gegen die Osmanen zu entziehen. Die vernichtende Niederlage, die Timur Lenk den Osmanen 1402 unter Sultan Bayezid I. in der Schlacht bei Ankara beibrachte, erwies sich als günstig für Trapezunt, da der Druck der expandierenden Osmanen auf das Staatswesen merklich gemindert wurde. Zu einer gefährlichen Situation kam es jedoch, als Timur Lenk 1403 Kleinasien wieder verließ. Ein Teil seiner Armee zog auf einer gesonderten Route, die sie direkt über Kerasunt, eine bedeutende Stadt des Kaiserreichs Trapezunt, geführt hätte, aus Anatolien ab. Zur Erleichterung der Bevölkerung erreichten die Mongolen das durch Berge gut geschützte Kerasunt jedoch nicht und mussten sich mit der Verwüstung Oinaions (heute Ünye) begnügen, wo sie vermutlich der Herrschaft des Melissenos ein Ende bereiteten. Nach dem Abzug Timur Lenks wurden dessen Interessen in Armenien, Georgien und Trapezunt zunächst von seinem Sohn Chalil wahrgenommen. Dieser begab sich jedoch nach dem Tode seines Vaters im Jahre 1405 schleunigst nach Samarkand, um dort die Nachfolge anzutreten. Damit endete die mongolische Oberhoheit über das Kaiserreich Trapezunt und die umliegenden turkmenischen Kleinstaaten.
Die letzten Regierungsjahre Manuels wurden von Streitigkeiten mit seinem Sohn und Nachfolger Alexios IV. überschattet. Diese entzündeten sich an der Person eines jungen Pagen, den Manuel in seine Dienste genommen hatte. Die Gunstbezeugungen, die er diesem zukommen ließ, erregten den Zorn des Thronfolgers und des trapezuntischen Adels, die sich an der niedrigen Herkunft des jungen Mannes stießen und die Bevölkerung gegen ihn aufhetzten. Der auf die Übernahme des Thrones spekulierende Alexios nutzte die Unruhe, um sich offen gegen Manuel zu erheben, von dem er die Verbannung des Pagen verlangte. Die Anhänger des Alexios und die unzufriedenen Adeligen, die sich der Erhebung angeschlossen hatten, belagerten Manuel schließlich in der Zitadelle von Trapezunt. Der eingeschlossene Kaiser musste letztlich nachgeben und der Page wurde aus Trapezunt verbannt. Damit war der Revolte der Nährboden entzogen. Die Aufrührer strömten auseinander und der weiter auf den Thron hoffende Alexios wurde zur Versöhnung mit Manuel gezwungen. Ironischerweise hatte er  aufgrund der Abreden, die anlässlich der Versöhnung getroffen wurden, den Pagen in eigene Dienste zu nehmen.
Manuel starb 1417. Auf dem Thron folgte ihm sein Sohn Alexios IV. nach.
Ruy González de Clavijo, der kastilische Botschafter am Hofe Timur Lenks, wurde anlässlich seiner Durchreise im April 1404 von Manuel empfangen und schilderte diese Begegnung wie folgt:
Der Kaiser und sein Sohn waren in die kaiserlichen Gewänder gehüllt. Auf dem Kopf trugen sie schmale, lange, mit Marderfell umwickelte Hüte, die oben mit goldenen Schnüren besetzt waren, an deren Enden sich Kranichfedern befanden. Der Kaiser ist zu Tributzahlungen an Timur Lenk und an andere Turkmenen, die in der Nachbarschaft herrschen, verpflichtet. Er ist mit einer Verwandten des Kaisers von Byzanz verheiratet. Sein Sohn ist mit der Tochter eines Ritters aus Konstantinopel verheiratet, mit der er zwei kleine Töchter hat.
Wie schon sein Vater Alexios III. hatte auch Manuel ein reges Interesse an geistlichen Dingen. Im Jahr seiner Thronbesteigung stiftete er dem Sumela-Kloster ein kunstvoll verziertes Reliquiar in Kreuzform, in dessen Inneren sich ein Splitter des Kreuzes Jesu befunden haben soll.
| Vorgänger    | Amt                            | Nachfolger  |
| ------------ | ------------------------------ | ----------- |
| Alexios III. | Kaiser von Trapezunt 1390–1417 | Alexios IV. |

| Personendaten    | Personendaten        |
| ---------------- | -------------------- |
| NAME             | Manuel III.          |
| ALTERNATIVNAMEN  | Manuel III. Komnenos |
| KURZBESCHREIBUNG | Kaiser von Trapezunt |
| GEBURTSDATUM     | 1364                 |
| STERBEDATUM      | 5. März 1417         |